# Koloratura

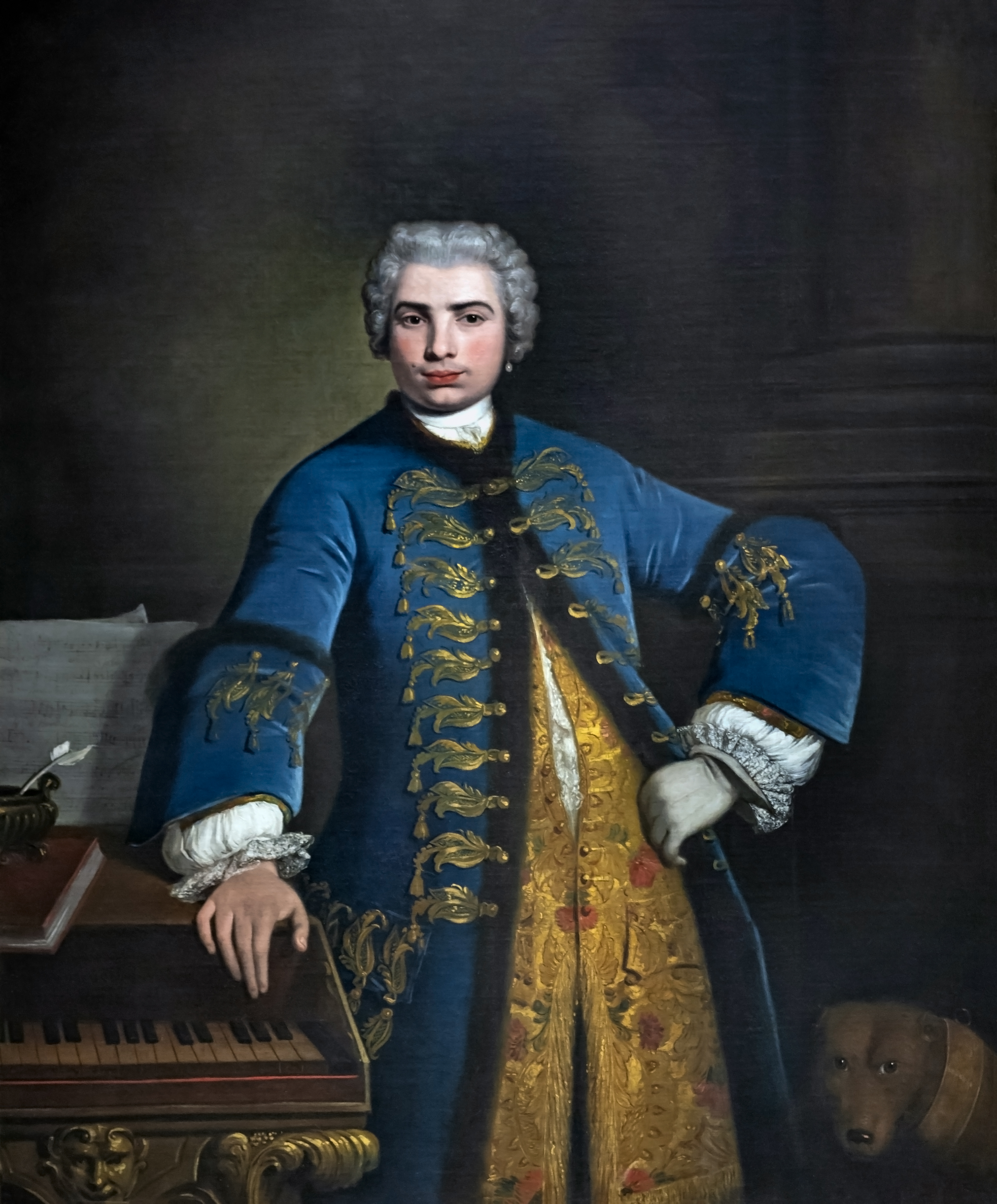
Farinelli – włoski śpiewak operowy, kastrat

Koloratura (wł. coloratura z łac. color - barwa, zabarwienie) – rodzaj ozdoby fragmentu melodii w kompozycji wokalnej przeznaczonej dla wirtuoza (np. arii lub pieśni) wykorzystujący pasaże, trylery i inne techniki ornamentacji. Ten styl śpiewu kwitł w okresie największego rozwoju opery włoskiej w XVIII i XIX wieku.
Koloratura służy do demonstracji umiejętności wokalnej śpiewaka. Wymaga od wykonawcy biegłości i sprawnego dysponowania skalą głosu. 